# Амендола, Тони
То́ни Амендо́ла (англ. Tony Amendola, род. 24 августа 1951, Нью-Хейвен) — американский актёр. Наиболее известен по ролям во многих телесериалах, среди которых «Звёздные врата: SG-1» (Мастер Братак), «Континуум» (Эдуард Кагаме) и «Однажды в сказке» (Марко/Джепетто), а также по роли отца Переса в киновселенной «Заклятия».

## Биография
Амендола родился в Нью-Хейвене, штат Коннектикут. В 1974 году он окончил Государственный университет Южного Коннектикута, а в 1977 году он получил диплом магистра изящных искусств в Университете Темпл в Филадельфии. Год спустя Амендола решил переехать в Лос-Анджелес, чтобы начать карьеру актёра.
С 2014 года озвучивал Кадгара, одного из главных персонажей видеоигры World of Warcraft.

## Избранная фильмография
| Год       | Название на русском               | Название на английском         | Роль               | Примечания  |
| --------- | --------------------------------- | ------------------------------ | ------------------ | ----------- |
| 1995      | Космос: Далёкие уголки            | Space: Above and Beyond        | капитан Левелин    |             |
| 1997      | Звёздные врата: SG-1              | Stargate SG-1                  | Мастер Братак      | 26 эпизодов |
| 1998      | Маска Зорро                       | The Mask of Zorro              | Дон Луис           |             |
| 1999      | Крестовый поход                   | Crusade                        | Натчок Вар         | 1 эпизод    |
| 2001      | Кокаин                            | Blow                           | Санчес             |             |
| 2002      | Зачарованные                      | Charmed                        | Тёмный жрец        |             |
| 2002      | Западное крыло                    | The West Wing                  | Али Ниссир         | 1 эпизод    |
| 2007      | Декстер                           | Dexter                         | Сантос Хименес     | 3 эпизода   |
| 2008      | Терминатор: Битва за будущее      | The Sarah Connor Chronicles    | Энрике             | 1 эпизод    |
| 2008      | 4исла                             | Numb3rs                        | Роман Марковиус    | 1 эпизод    |
| 2011-2015 | Однажды в сказке                  | Once Upon a Time               | Марко/Джепетто     | 10 эпизодов |
| 2011      | Зелёный Фонарь: Изумрудные рыцари | Green Lantern: Emerald Knights | Кентор (голос)     | Видео       |
| 2012-2014 | Континуум                         | Continuum                      | Эдуард Кагаме      | 11 эпизодов |
| 2014      | Проклятие Аннабель                | Annabelle                      | отец Перес         |             |
| 2014      | Менталист                         | The Mentalist                  | Аурелио            | 1 эпизод    |
| 2017      | Кастлвания                        | Castlevania                    | Старейшина (голос) | 4 эпизода   |
| 2019      | Проклятие плачущей                | The Curse of La Llorona        | отец Перес         |             |